# Knotiger Storchschnabel
Der Knotige Storchschnabel (Geranium nodosum), auch Knoten-Storchschnabel und Knotiger Bergwald-Storchschnabel genannt, ist eine Pflanzenart aus der Gattung der Storchschnäbel (Geranium) innerhalb der Familie der Storchschnabelgewächse (Geraniaceae). Er wird in den gemäßigten Zonen in Parks und Gärten als Zierpflanze verwendet.

## Beschreibung

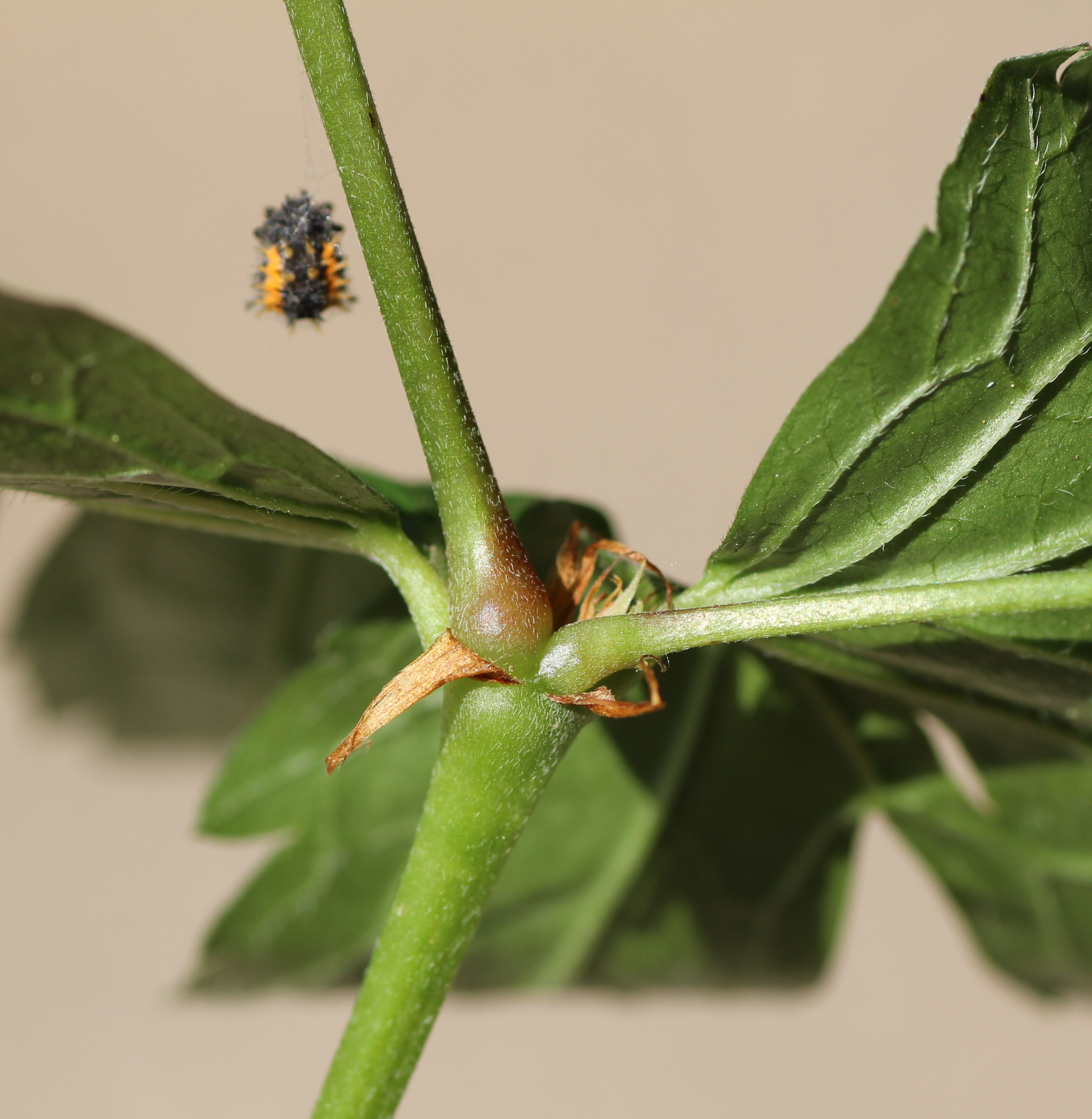
Knotige Verzweigung

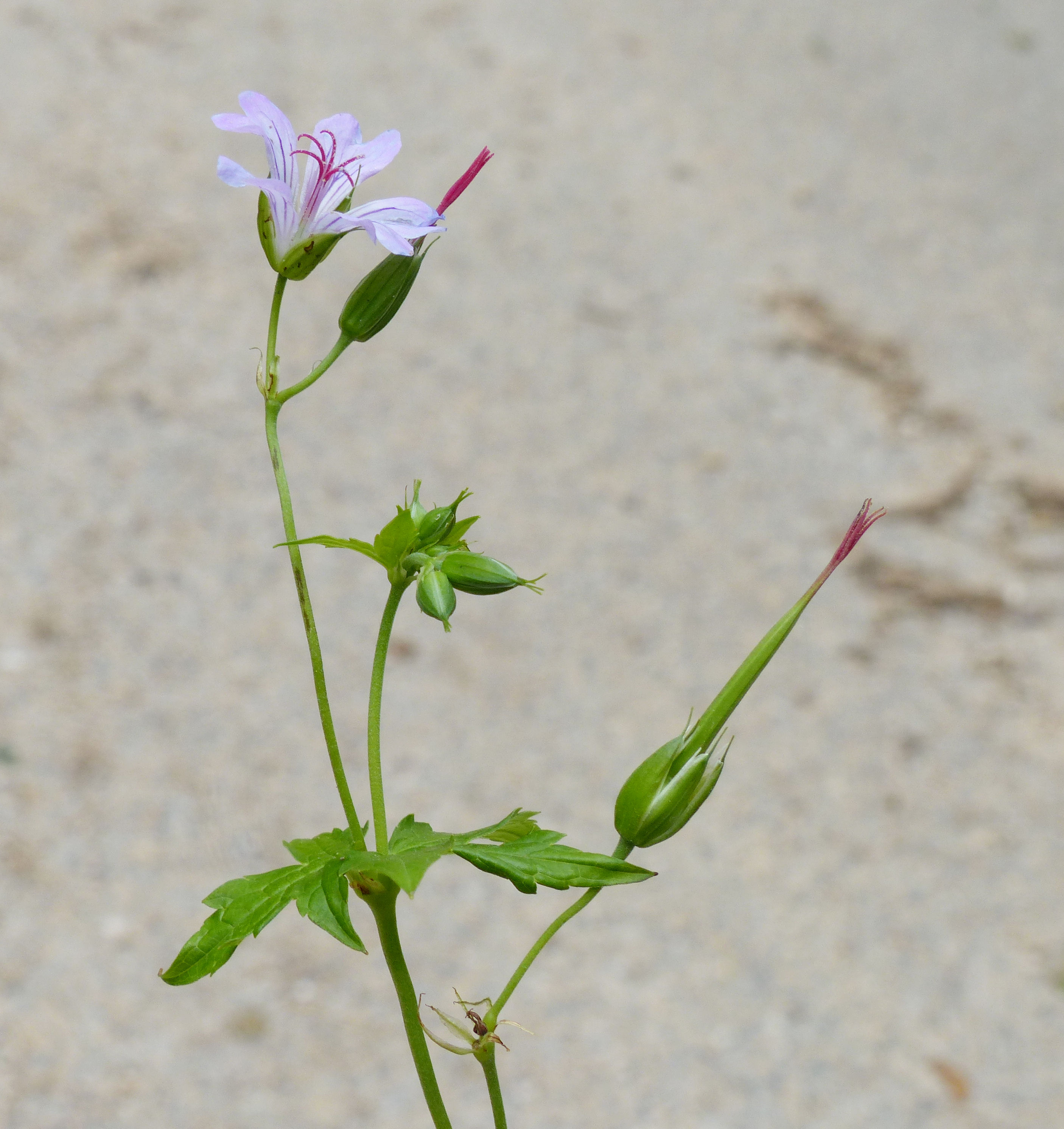
Blüte und reifende Früchte

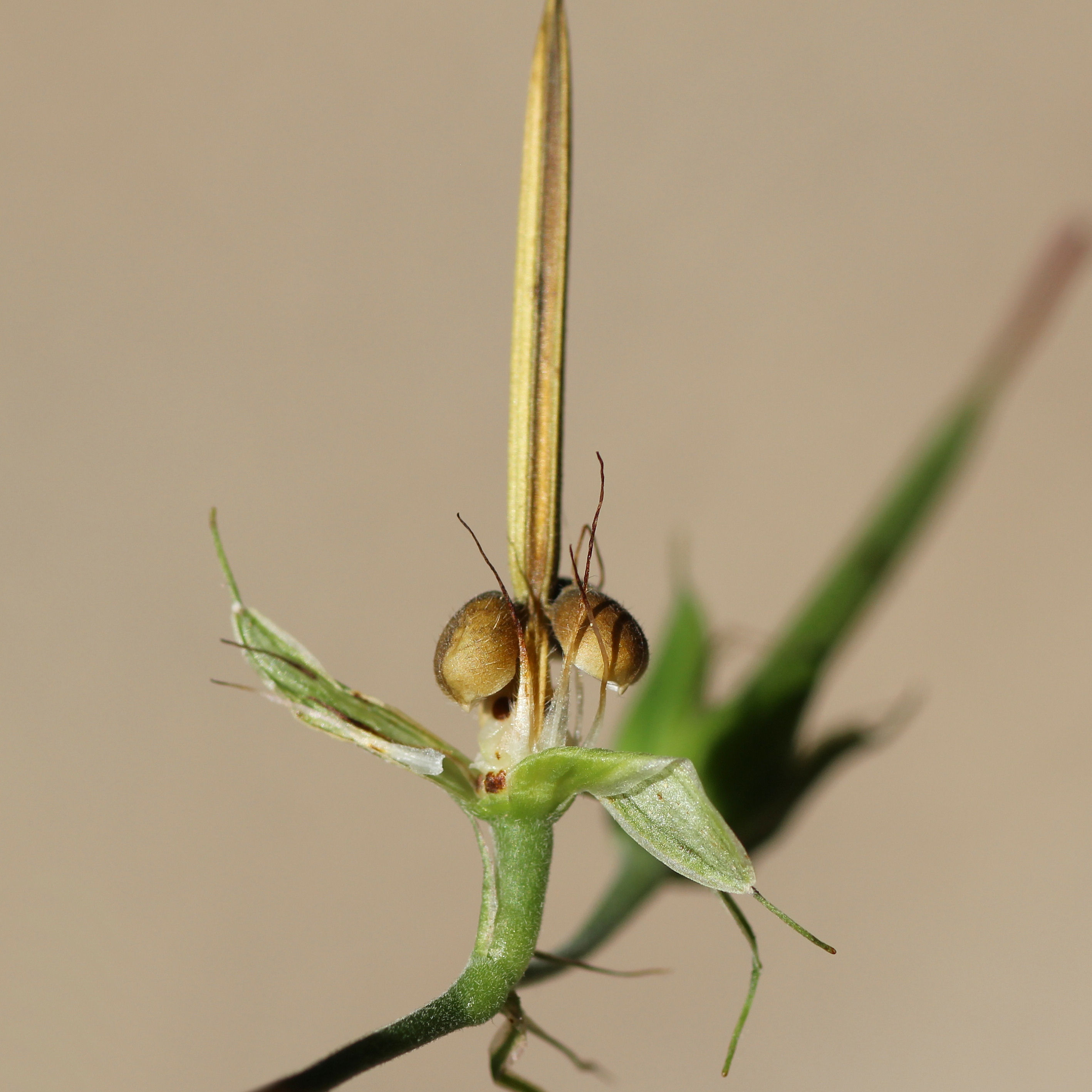
Geöffnete Frucht

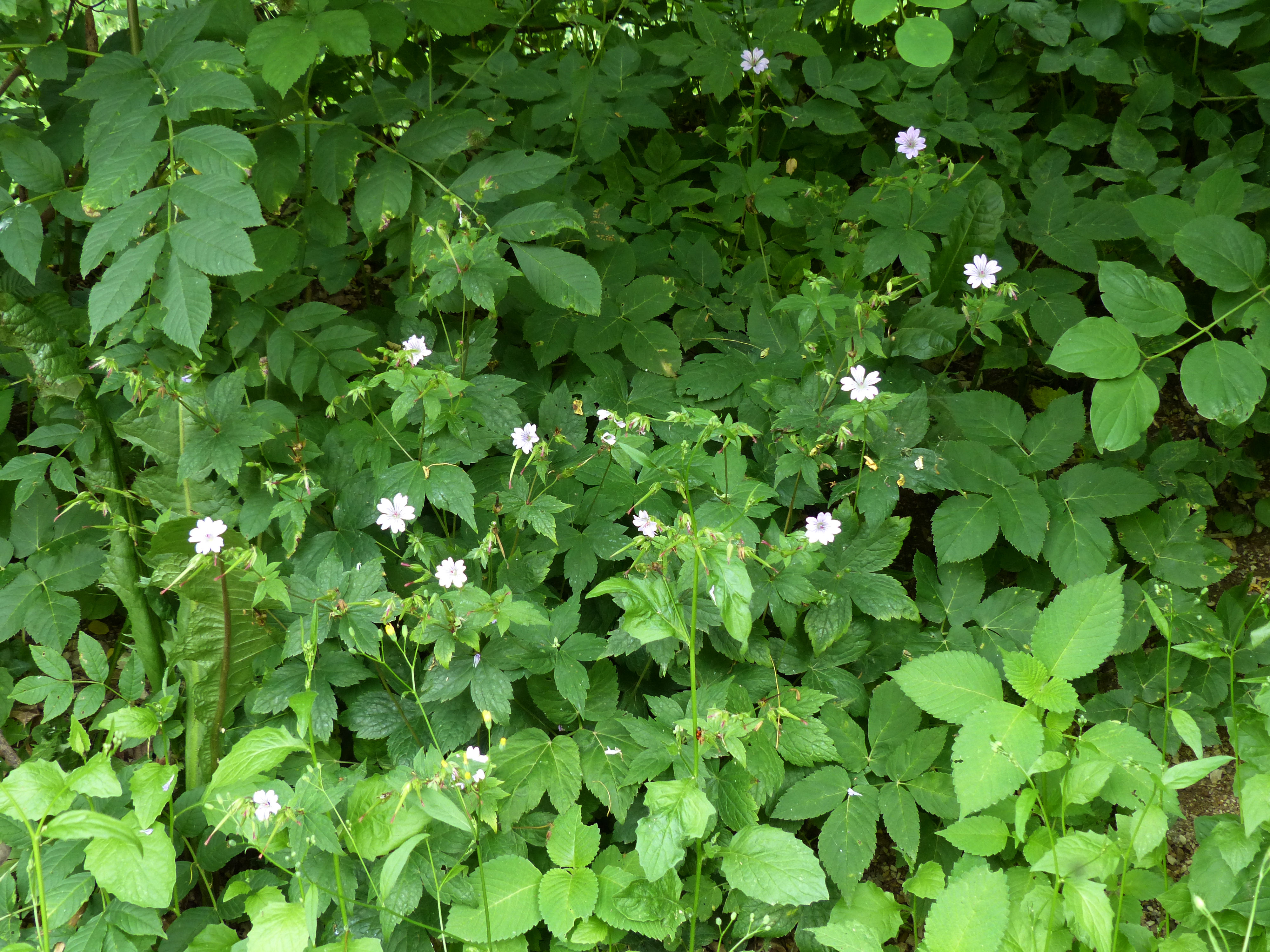
Habitat am Gehölzrand

### Vegetative Merkmale
Der Knotige Storchschnabel ist eine ausdauernde, sommergrüne krautige Pflanze, die eine Wuchshöhe von 20 bis 50 Zentimeter erreicht und sich mit länglichen Rhizomen auf oder knapp unter der Erdoberfläche leicht ausbreitet. Die aufsteigenden oder aufrechten, wenig verzweigten, dünnen Stängel sind kahl oder mit kurzen, abwärts gerichteten Haaren bedeckt, an den Verzweigungen mehr oder weniger knotig verdickt. Die eiförmigen bis elliptischen, 5 bis 12 Zentimeter breiten, beiderseits glänzenden Blattspreiten sind drei- bis fünfteilig mit wenig eingeschnittenen, unregelmäßig gezähnten, zugespitzten Abschnitten.

### Generative Merkmale
Die Blütezeit reicht von Mai bis September. Die trichterförmigen, 2 bis 3 Zentimeter großen Blüten stehen meist zu zweit. Die Kelchblätter laufen wie bei den meisten Geraniumarten in eine Grannenspitze aus. Die 12 bis 18 Millimeter langen, glänzenden, blassvioletten bis lilarosa Kronblätter zeigen meist drei dunklere Hauptadern und sind vorn ausgerandet. Die 2,5 bis 3,5 Zentimeter lange, typisch storchschnabelartige Frucht spaltet sich bei Reife in ihre fünf behaarten Fruchtklappen auf, um die Samen freizugeben.

### Chromosomensatz
Die Chromosomenzahl beträgt 2n = 28.

## Ökologie
Die Bestäubung erfolgt durch Insekten wie Hummeln und anderen Bienen, Wespen, Wollschweber und Schwebfliegen. Der Nektar befindet sich mehr oder weniger verborgen in Nektarien an der Basis der Staubblätter.

## Vorkommen
Der Knotige Storchschnabel ist vom französischen Zentralmassiv und den nordöstlichen Gebirgsregionen der Iberischen Halbinsel über die südwestlichen Alpen, Korsika und den nördlichen und zentralen Apennin bis in Bergregionen der westlichen Balkanhalbinsel verbreitet. In West- und Mitteleuropa ist die Pflanze aus Gartenkulturen verwildert und gilt in Großbritannien, Niederlande, Belgien, Deutschland und der Schweiz als neophytisch eingebürgert. Der Knotige Storchschnabel besiedelt nährstoffreiche wechselfeuchte, extensive Wiesen und Weiden, Gebüsche sowie die Strauch- und Krautschicht von Laubwäldern in kollinen bis unteren montanen Höhenlagen. Bevorzugt werden etwas wärmebegünstigte Standorte auf feinerdereichen kalkhaltigen Böden mit mäßigem bis hohem Stickstoffgehalt.

## Systematik
Die Erstveröffentlichung von Geranium nodosum erfolgte 1753 durch Carl von Linné in Species Plantarum, Tomus II, S. 681. Der artspezifische Namensteil nodosum bedeutet „knotig“. Ein Synonym für Geranium nodosum ist Geranium freyeri Griseb.

## Verwendung
Der Knotige Storchschnabel wird insbesondere in naturnahen Gärten als Zierpflanze für absonnige bis schattige waldartige Plätze und Gehölzränder verwendet. Zwar sind die Blüten relativ klein und nicht sehr zahlreich, erscheinen aber über einen langen Zeitraum. Die Pflanze ist zudem sehr anpassungsfähig und toleriert sowohl Sonne und Schatten als auch trockenen und feuchten Boden. Sie lässt sich beispielsweise als frisch-grüner Bodendecker für den tiefen Gehölzschatten verwenden und kann über unterirdische Ausläufer und Selbstaussaat selbst trockene Flächen dauerhaft besiedeln (und zuweilen auch lästig werden). Als Bodendecker eignen sich neben der Wildform insbesondere Sorten, die sich über Selbstaussaat sortenrein vermehren, beispielsweise 'Svelte Lilac' (schwachwüchsigere Sorte, dunkel geaderte Blüten mit hellem Auge), 'Swish Purple' (bläulich purpurne Blüten mit hellerem Auge) und 'Whiteleaf' (bläulich purpurne Blüten mit blassem bis weißen Rand). Ausgebreitete Pflanzen sind nur schwer wieder zu entfernen, da auch aus kleinen gebrochenen Wurzelstücken leicht wieder neue Pflanzen treiben. Der Storchschnabel ist winterhart bis −29 °C (Zone 5).